# Реньи, Альфред
Альфре́д Ре́ньи (венг. Rényi Alfréd; 20 марта 1921, Будапешт — 1 февраля 1970, там же) — венгерский математик.

## Биография
Родился в Будапеште в семье инженера-механика Артура Реньи (до политики мадьяризации имён — Розенталь, 1894—1950) и Барбары Александер (1899—1947). Внук философа и литературного критика Бернарда Александера (настоящее имя Александер Маркус, 1850—1927), племянник психоаналитика Франца Александера. Учился в Будапештском университете, после окончания которого в 1944 году был призван на обязательную для мужчин еврейского происхождения работу в принудительном трудовом лагере, откуда бежал незадолго до депортации. До окончания войны скрывался в Будапеште, тогда как его родители были интернированы в гетто.
Получил докторскую степень в Сегедском университете; с 1949 года — профессор Дебреценского университета; основатель Математического института в Будапеште, теперь именуемого Математическим институтом Альфреда Реньи, где работают около 70 математиков. Основные труды по теории вероятностей, теории информации, комбинаторике и теории графов; в теории информации ввёл спектр энтропий Реньи (однопараметрический), обобщение энтропии Шеннона и расхождения Кульбака — Лейблера, которые порождают спектр индексов разнообразия и приводят к спектру фрактальных размерностей; написал 32 статьи совместно с Палом Эрдёшем, в наиболее известных из которых вводится модель Эрдёша — Реньи случайных графов.

## Известные цитаты
- «Если я чувствую себя несчастным, я занимаюсь математикой, чтобы стать счастливым. Если я счастлив, я занимаюсь математикой, чтобы удержать счастье».
- «Математик — это автомат по переработке кофе в теоремы»[6].

## Публикации
На русском языке
- Реньи А. Диалоги о математике. / Пер. с англ. Д. Б. Гнеденко и Е. А. Масловой. Под ред. и с предисл. акад. АН УССР Б. В. Гнеденко. — М. : Мир, 1969. — 96 с. : ил.
- Реньи А.  Письма о вероятности / Пер. с венг. Д. Сааса и А. Крамли под ред. Б. В. Гнеденко. — М.: Мир, 1970. — 93 с.
- Реньи А.  Трилогия о математике. — М.: Мир, 1980. — 376 с.